# Peripherer Venenkatheter

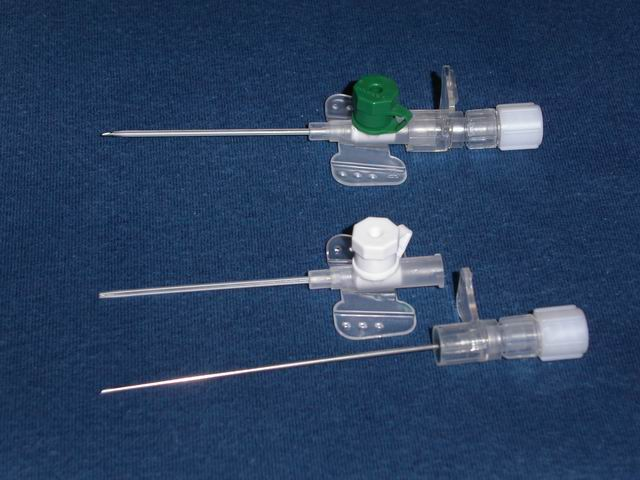
Periphere Venenkatheter (2005) (unten mit herausgezogener Stahlkanüle)

Der periphere Venenkatheter, der periphervenöse Katheter, der peripher-venöse Zugang, der PVK, der PVVK, die (periphere) Venenverweilkanüle, der periphere Venenverweilkatheter (je nach Hersteller zum Beispiel auch Abbokath, Braunüle, Flexüle, Venflon, Vygonüle; umgangssprachlich auch Viggo, Venüle, Nadel oder (venöser) Zugang, in Österreich auch einfach Leitung) ist eine besondere Form eines Gefäßzuganges. Der Katheter wird in der Regel in eine Vene in der Ellenbeuge, am Unterarm oder auf dem Handrücken eingelegt. Er dient der parenteralen Flüssigkeitstherapie oder der intravenösen Applikation von Medikamenten, ohne den Patienten mehrmals mit Einstichen zu belasten. Auch Bluttransfusionen werden im Allgemeinen über periphere Venenkatheter verabreicht. Ein derartiger (intravaskulärer) Katheter kann im Allgemeinen mehrere Tage verwendet werden. Für einen dauerhaften Zugang zum Blutkreislauf verwendet man hingegen einen chirurgisch implantierbaren Langzeitkatheter (z. B. Portkatheter).
Das Legen eines peripheren Venenkatheters über eine periphere Venenpunktion (oder, falls eine Punktion zentraler Venen nicht möglich ist, die Anlage eines intraossären Zugangs) ist in der Regel Ärzten vorbehalten.
Der Arzt kann diese Maßnahme auch an Fachpersonal wie Krankenpfleger, Hebammen, Rettungssanitäter oder Rettungsassistenten delegieren. Notfallsanitäter können dies hingegen unter den in § 2a Notfallsanitätergesetz genannten Voraussetzungen eigenverantwortlich durchführen, ohne eine zuvor erfolgte ärztliche Delegation.
Eine blutige Venenöffnung, die Venae sectio, wird im Notfall nicht mehr empfohlen, stattdessen wird ein intraossärer Zugang bevorzugt.

## Aufbau

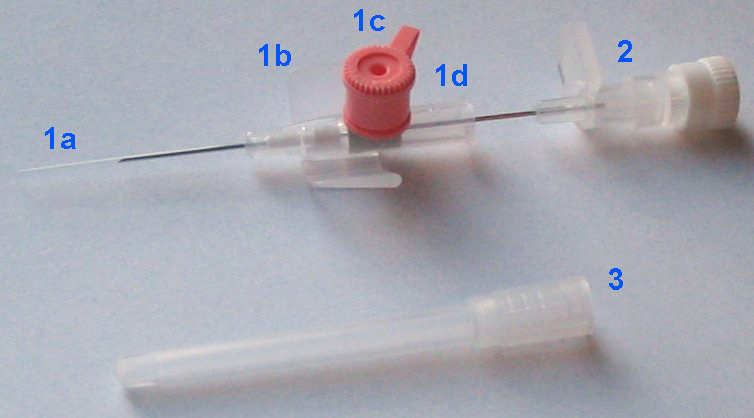
Peripherer Venenkatheter mit halb zurückgezogener Stahlkanüle (2006)

Der periphere Venenkatheter besteht aus einer Stahlkanüle (Stahl-Mandrin) und einem diese umgebenden transparenten Kunststoffkatheter aus Silikon oder Polyurethan.
Im Detail ist ein Venenkatheter häufig wie folgt aufgebaut (Nummern in Klammer siehe Abbildung):
- Venenverweilkanüle (1)
  - Venenkatheter (1a)
  - Flügel zum Fixieren mit Pflaster (1b)
  - Einspritzventil, auch Zuspritzventil genannt, in Farbcodierung der Kanülengröße, hier 20G (1c)
  - Luer-Lock-Anschluss für ein Infusionssystem (1d)
- Stahl-Mandrin, hier halb zurückgezogen (2)
- Schutzkappe, hier abgenommen (3)

## Verwendung

### Intravenöse Applikation

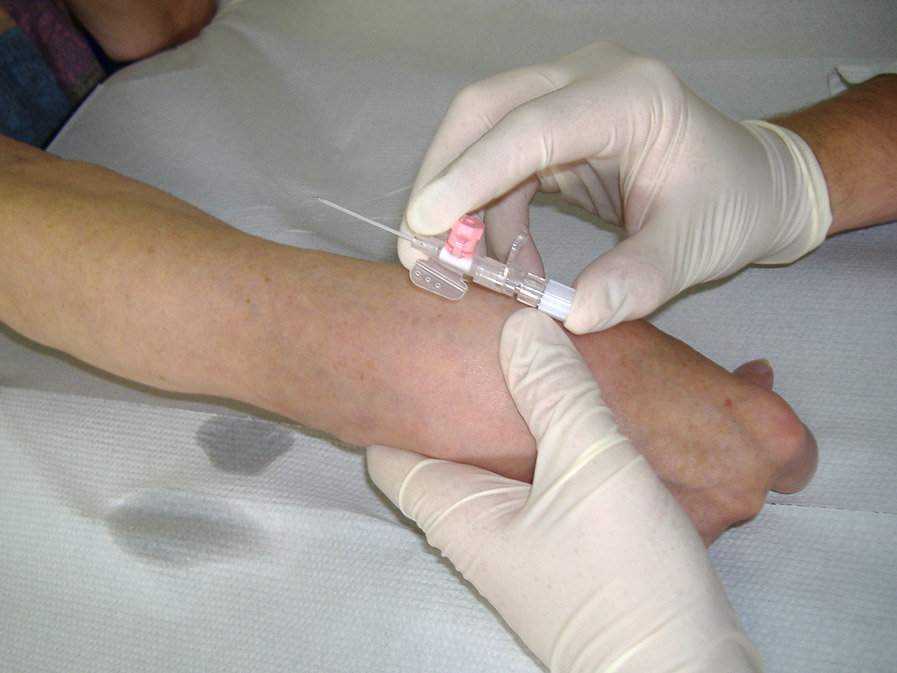
Punktion der Vene

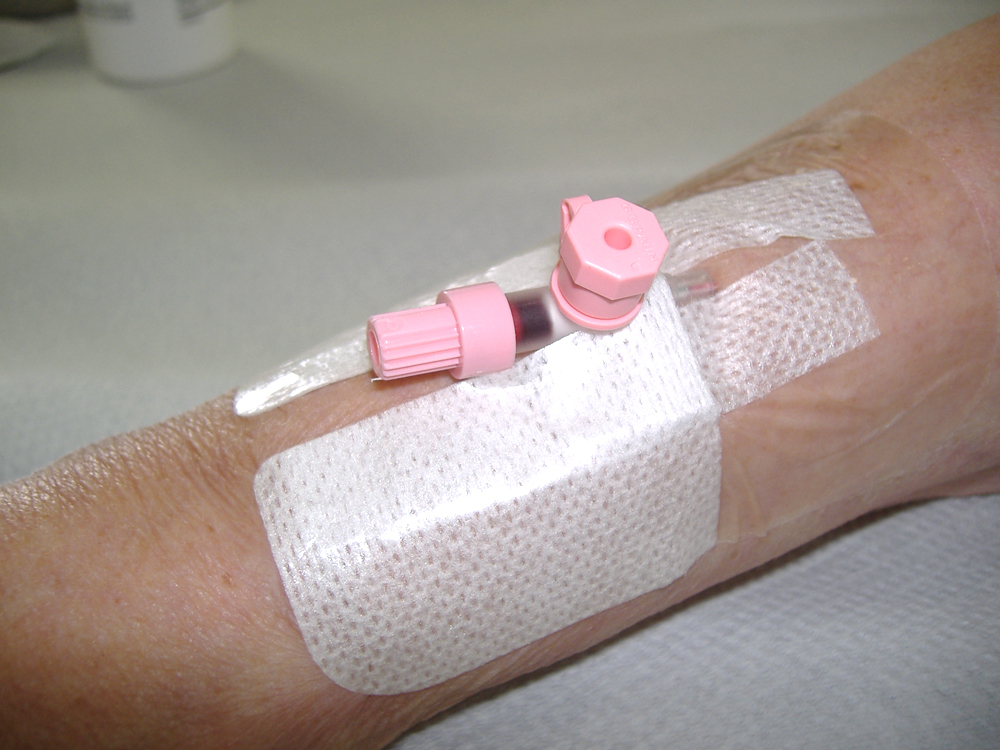
Liegender, mit Pflaster versehener Venenkatheter mit Plastikmandrin

#### Auswahl der Vene
Geeignete Venen für einen peripheren Zugang sind prinzipiell alle oberflächlich verlaufenden Venen, in der Regel allerdings die Venen des Unterarms, des Handrückens und der Ellenbeuge. Bei fehlenden oberen Gliedmaßen oder ungeeigneten Venen und bei Säuglingen wird der periphere Venenzugang am Fußrücken angelegt, bei Letzteren auch an Schläfe oder Stirn. Punktionen von Venen im Gelenkbereich sind aufgrund der mechanischen Belastung durch Gelenkbewegungen sowie des deutlich verringerten Komforts für den Patienten allerdings möglichst zu vermeiden. Oft vernachlässigte, aber manchmal erfolgreich punktierbare Stellen sind oberhalb der Ellenbeuge im Oberarmbereich, wo für gewöhnlich der Stauschlauch angelegt wird. Diese erfordern aber ebenso wie ellenbogennah verlaufende Hautvenen ein gewisses Maß an Übung und gutes Zureden zum Patienten und sind somit für den Anfänger ungeeignet.

#### Auswahl der Punktionsstelle
- Jede Punktionsstelle sollte so distal wie möglich gewählt werden, also möglichst weit entfernt von der Körpermitte oder von einem Organ. Dies hat z. B. dann Vorteile, wenn sich die Vene infolge des peripheren Venenkatheters oder infolge der Infusionen entzündet; die Vene bleibt nämlich „oberhalb“ der entzündeten Stelle für weitere Punktionen für Venenkatheter (gegebenenfalls mit Einschränkungen) nutzbar.
- Grundsätzlich sind Punktionsstellen bevorzugt auf die nicht-dominante Körperhälfte zu legen, da sie den Patienten dort tendenziell weniger beeinträchtigen als auf seiner dominanten Seite.
- Die Punktion von gelähmten oder von anderen Gefühlsstörungen betroffenen Extremitäten sollte vermieden werden.
- Die Punktion von Shuntarmen bei Dialysepatienten ist zu vermeiden.
- Bei Zustand nach axillärer Lymphadenektomie wegen eines Mammakarzinoms sollte der Arm der betroffenen Seite gemieden werden.

#### Punktion
Zunächst wird eine geeignete Vene punktiert und der Venenkatheter vorsichtig ein kurzes Stück in das Gefäßlumen vorgeschoben. Bei erfolgreicher Punktion füllt sich eine transparente Kammer am Ende der Punktionsnadel mit Blut. Nach stückweisem Herausziehen des losen „Hinterteils“ bei festgehaltenem „Vorderteil“ kann der Katheter nun über die Punktionsnadel vorzugsweise ganz in die Vene vorgeschoben werden. Damit wird die Gefahr eines Durchstechens des Gefäßlumens durch die spitze Stahlkanüle minimiert.

#### Fixation
Nun ist der gelegte Zugang mit einem speziellen Pflaster zu sichern. Dabei darf nicht versehentlich an das hintere Ende der Kanüle angestoßen werden wegen der bereits erwähnten Emboliegefahr. Bei hand- oder gelenknaher Lage ist zusätzlich ein Verband oder sind kleine Zusatzpflaster, die sich meist auf der Plastikverpackung des Kanülenschutzpflasters befinden, ohne allzu starken Druck anzulegen. Das bewirkt eine zusätzliche Fixation und verhindert eine vorzeitige Dislokation des Katheters und erhöht den Patientenkomfort und die Patientensicherheit bei Kleidungswechsel, Armbewegungen und beim Gehen.

#### Aufsetzen von Spritzen, blutfreies Arbeiten
Vor dem kompletten Herausziehen ist nach Möglichkeit ein Tupfer direkt unter die hintere Katheteröffnung auf die Haut oder eine Zellstoffunterlage auf die potentielle Auftropfstelle aufzulegen, um das teilweise rasch zurückfließende Blut aufzufangen und Flecke auf Kleidung, Boden oder Bett des Patienten zu verhindern. Beim anschließenden zügigen Aufsetzen von Spritzen, Blutentnahmeadaptern, Mandrins oder Konnektoren unter Kompression der punktierten Vene weiter proximal im Verlauf muss darauf geachtet werden, dass kein Tupfermaterial zwischen Adapter und Katheteröffnung beim Draufschrauben gelangt.

#### Durchgängigkeitsprüfung
Vor Gabe wichtiger oder aggressiver Infusionslösungen sollte auch die Durchgängigkeit und die richtige Lage bzw. Stabilität des Zugangs geprüft werden. Dies geschieht durch gesondert aufgezogene, sogenannte NaCl-Spritzen, meist mit 5 bis 10 Millilitern physiologischer Kochsalzlösung befüllt, die mit einem gewissen Druck injiziert werden unter gleichzeitiger Beobachtung der Hautregion rund um den Katheter und des Kraftaufwandes, der für die Entleerung der Spritze geleistet werden muss. Beulenbildung, Schwergängigkeit oder auch anhaltende Injektionsschmerzen des Patienten deuten auf eine paravenöse (von gr. para „neben“) Lage hin, also Injektion in perivaskuläres Gewebe. Dies macht eine vollständige Neuanlage des peripheren Venenkatheters zwingend notwendig. Umgangssprachlich wird dies als „Para-Laufen“ bezeichnet. Generell ist dabei natürlich auf allgemeine Hygienevorschriften zu achten.
Eine weitere Möglichkeit, um die korrekte Lage des Zugangs zu prüfen, besteht in einer Rücklaufprobe. Dabei wird die bereits mit der Verweilkanüle konnektierte Infusion unter Herzniveau gehalten und überprüft, ob Blut in den Infusionsschlauch zurückfließt. Trifft dies zu, ist eine korrekte Lage sehr wahrscheinlich. Läuft kein Blut zurück, deutet dies auf eine paravenöse Lage oder eine Lage vor einer Venenklappe hin.

#### Entsorgung
Ebenso wie Kanülen werden die verwendeten Stahl-Mandrins in Kanülenabwurfboxen entsorgt.

#### Erneuerung, Wiedereröffnung
Eine häufige Routineaufgabe in Kliniken ist das Erneuern eines peripheren Venenverweilkatheters. Durch aggressive Infusionsmedikamente wie z. B. Prostaglandin-E1-Derivate oder Blutprodukte kann es zu Gerinnselbildungen und Verstopfungen der Katheterspitze im Blutgefäß kommen. Daneben können auch Venenklappen oder -wände sich im Laufe der Zeit an die Öffnung anhängen und den Durchfluss neu angehängter Infusionslösungen reduzieren oder ganz verhindern. Einfache Methoden der Wiedereröffnung sind ein leichtes Ziehen oder Anheben am pflasterfixierten Katheter unter Beobachtung der Tropfkammer der angehängten Infusion. Erhöht sich merklich die Tropfenzahl, kann das Unterlegen von Tupfern, das Festkleben des vorgezogenen peripheren Venenkatheters mit einem zusätzlichen Pflaster oder das Anlegen eines Verbandes um die Einstichstelle und anschließendes Klemmen desselben vor oder hinter den nach oben abstehenden zusätzlichen Spritzeneinlassöffnungsdeckel des Katheters diesen Effekt permanent erhalten, je nach Adhäsionsort. Schuld ist in dem Fall ein etwas zu weit vorgeschobener Katheter, der dadurch ein Stück weit aus dem Gefäß herausgezogen und so eine Adhäsion an einer Wand gelöst wird. Auch das Austauschen eines heutzutage häufig verwendeten und relativ teuren Konnektors kann einen nicht mehr durchgängig erscheinenden Katheter „retten“. Falls alle Maßnahmen nicht ausreichen, sollte eine Neuanlage bevorzugt werden.

#### Blutentnahme
Eine Blutentnahme ist, insbesondere aus bereits länger liegenden Venenkathetern, nicht immer möglich und auch nicht immer empfehlenswert, obwohl sich gleichzeitig problemlos Flüssigkeit intravenös injizieren lässt. Blutuntersuchungen können möglicherweise durch Blutbestandteile oder Verdünnungseffekte bei vorher laufenden Infusionen verfälscht werden. Bei einer Blutentnahme direkt nach Anlage eines Venenkatheters besteht dieses Problem jedoch nicht.

### Piercing
Periphere Venenkatheter werden, nicht dem ursprünglichen Verwendungszweck entsprechend, auch beim Piercing benutzt. Dabei wird der Venenkatheter an zuvor markierten Einstich- und Austrittsstellen durch die Haut und das darunterliegende Unterhautfettgewebe gestochen und anschließend die Stahlkanüle entfernt. Der einzusetzende Schmuck wird in das Ende der Kunststoffhülle eingelegt und gleichzeitig bei deren Herausschieben durch die Haut gezogen.

## Varianten
Venenkatheter sind farblich kodiert; es gibt sie ebenso wie die Kanülen in mehreren Größen. Ihr Durchmesser wird in Millimeter angegeben, oft auch in der Nicht-SI-Einheit Gauge (siehe nachstehende Tabelle). Je nach Durchmesser hat der entsprechende Kunststoffkatheter innerhalb des Körpers eine unterschiedliche Länge (19–50 mm). Mit dem Durchmesser und der Katheterlänge ändert sich die Durchflussrate; sie reicht von 19 ml/min bei 0,64-mm-Kathetern bis zu 330 ml/min bei 2,2-mm-Zugängen (für wässrige Infusionen). Während bei Früh-/Neugeborenen und älteren Kindern aufgrund der dünnen Gefäße die Größen 0,64 mm bis 1,1 mm benutzt werden, kommen bei Erwachsenen in der Regel die Größen 1,1 mm und 1,3 mm zum Einsatz. In Situationen, in denen in kurzer Zeit die Infusion größerer Infusions- oder Blutmengen notwendig ist (Schock, Polytrauma), werden wegen der hohen Durchflussrate die Größen 1,5 mm bis 2,2 mm verwendet.
Sollte ein Zugang für einen kurzen Zeitraum nicht benötigt werden, sollte dieser nach aktueller Empfehlung der Kommission für Krankenhaushygiene und Infektionsprävention nicht mehr mit Kunststoff-Mandrins verschlossen werden. Stattdessen wird der Katheter mit steriler Kochsalzlösung gespült und mit einem Stopfen verschlossen, um einer Blutgerinnung im Katheter vorzubeugen.
| Farbkodierung von Venenkathetern | Farbkodierung von Venenkathetern | Farbkodierung von Venenkathetern | Farbkodierung von Venenkathetern | Farbkodierung von Venenkathetern | Farbkodierung von Venenkathetern | Farbkodierung von Venenkathetern | Farbkodierung von Venenkathetern | Farbkodierung von Venenkathetern |
| -------------------------------- | -------------------------------- | -------------------------------- | -------------------------------- | -------------------------------- | -------------------------------- | -------------------------------- | -------------------------------- | -------------------------------- |
| Größe in Gauge                   | 26                               | 24                               | 22                               | 20                               | 18                               | 17                               | 16                               | 14                               |
| Farbe                            | Lila                             | Gelb                             | Blau                             | Rosa                             | Grün-Weiß/ Grün                  | Weiß                             | Grau                             | Orange-braun                     |
| Außendurchmesser in mm           | 0,64                             | 0,7                              | 0,9                              | 1,1                              | 1,3                              | 1,5                              | 1,7                              | 2,2                              |
| Innendurchmesser in mm           | 0,45                             | 0,4                              | 0,6                              | 0,8                              | 1,0                              | 1,1                              | 1,3                              | 1,7                              |
| Durchfluss in ml/min             | 19                               | 22                               | 36                               | 61                               | 103/96                           | 128                              | 196                              | 343                              |
| Durchfluss in l/h                | 1,14                             | 1,32                             | 2,16                             | 3,66                             | 6,18/5,76                        | 7,68                             | 11,76                            | 20,58                            |
| Stichlänge in mm                 | 19                               | 19                               | 25                               | 33                               | 33/45                            | 45                               | 50                               | 50                               |

Den peripheren Venenkatheter der Größe 1,3 mm gibt es in zwei verschiedenen Ausführungen (Grün und Grün/Weiß); der Unterschied besteht lediglich in der Stichlänge, also der Länge des in der Vene liegenden Kunststoffkatheters.
Ein Venenkatheter für die Pädiatrie in den Größen 0,64 mm und 0,7 mm mit und ohne Injektionsventil in den Materialien PUR (Polyurethan) und FEP (Fluorethylen-Propylen) wird von einigen Herstellern angeboten.

### Sicherheitskatheter

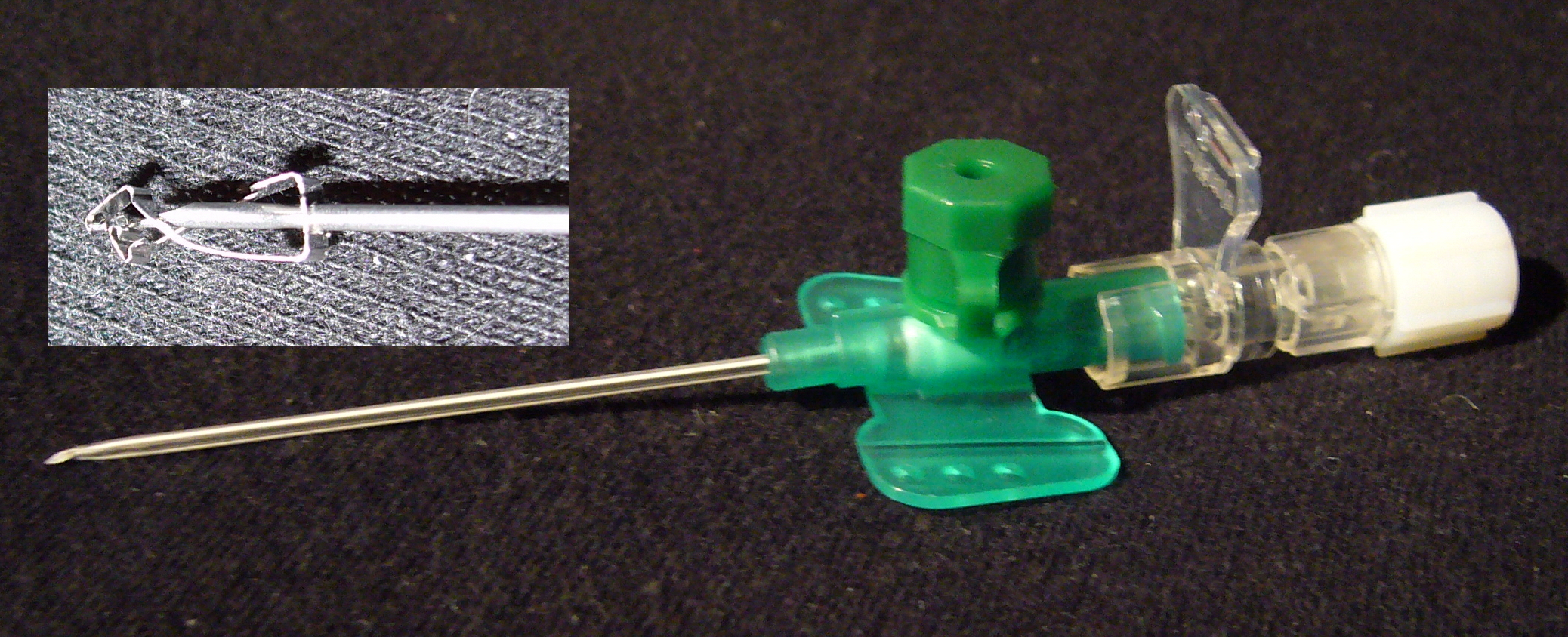
Sicherheitskatheter der Fa. B. Braun Melsungen (2007)

Der Gebrauch von Sicherheitskathetern wird seit dem Inkrafttreten der TRBA 250 (Technische Regeln für Biologische Arbeitsstoffe im Gesundheitswesen und der Wohlfahrtspflege) im Mai 2014 zur Prävention von Nadelstichverletzungen vorgeschrieben. Bei diesen Kathetern wird unmittelbar nach dem Entfernen des Stahl-Mandrins aus dem Kunststoffschlauch, welcher in der Vene liegt, ein Schutz über die Spitze der Kanüle gefahren. Das kann in Form einer kleinen Metallklammer geschehen, die beim Herausziehen des Stahlmandrins über selbigen geschoben wird, je nach Hersteller auch in einigen anderen Varianten. Somit wird das Risiko von Nadelstichverletzungen und daraus resultierenden Infektionen mit beispielsweise HIV, Hepatitis C oder Hepatitis B gemindert.
Das Material des Kunststoffkatheters wird zum Teil mit Röntgenkontraststreifen versehen.

## Geschichte
Der Erfinder des ersten Dauerverweilkatheters aus Kunststoff war David J. Massa aus der Mayo Clinic im Jahr 1950. Bernhard Braun, Arzt, Chemiker und Unternehmer, entwickelte im Jahr 1962 eine deutsche Version.